# Дженкс Тауншип (округ Форест, Пенсільванія)
Дженкс Тауншип (англ. Jenks Township) — селище (англ. township) в США, в окрузі Форест штату Пенсільванія. Населення — 3858 осіб (2020).

## Демографія
Згідно з переписом 2010 року, у селищі мешкало 3629 осіб у 640 домогосподарствах у складі 368 родин. Було 1674 помешкання
Расовий склад населення:
| - 56,6 % — білих - 34,3 % — чорних або афроамериканців - 0,2 % — корінних американців - 0,2 % — азіатів - 8,4 % — осіб інших рас |

До двох чи більше рас належало 0,3 %. Частка іспаномовних становила 9,2 % від усіх жителів.
За віковим діапазоном населення розподілялося таким чином: 6,6 % — особи молодші 18 років, 83,0 % — особи у віці 18—64 років, 10,4 % — особи у віці 65 років та старші. Медіана віку мешканця становила 35,3 року. На 100 осіб жіночої статі у селищі припадало 402,6 чоловіків;  на 100 жінок у віці від 18 років та старших — 478,5 чоловіків також старших 18 років.
Середній дохід на одне домашнє господарство  становив 43 445 доларів США (медіана — 36 850), а середній дохід на одну сім'ю — 51 315 доларів (медіана — 44 375). Медіана доходів становила 24 196 доларів для чоловіків та 30 865 доларів для жінок. За межею бідності перебувало 14,9 % осіб, у тому числі 38,2 % дітей у віці до 18 років та 4,2 % осіб у віці 65 років та старших.
Цивільне працевлаштоване населення становило 358 осіб. Основні галузі зайнятості: освіта, охорона здоров'я та соціальна допомога — 27,4 %, мистецтво, розваги та відпочинок — 11,7 %, публічна адміністрація — 11,5 %.